# Dietmar Schauerhammer
Dietmar Schauerhammer (n. 12 august 1955, Neustadt an der Orla, Turingia, Germania) este un bober ce a reprezentat Germania, medaliat olimpic. A participat la 2 ediții ale Jocurilor Olimpice (1984, 1988) în care a câștigat două medalii de aur și o medalie de argint.